# Novorusia (stat)
Novorusia (în rusă Новороссия, în ucraineană Новоросiя) este o confederație autoproclamată ce se află în sud-estul Ucrainei. Despre crearea statului s-a anunțat la 24 mai 2014, ca rezultat a unirii autoproclamatelor republici populare Donețk și Luhansk. Denumirea statului provine de la regiunea istorică cu același nume a Imperiului Rus, în cadrul căreia se număra și Donbasul.

## Teritorii pretinse

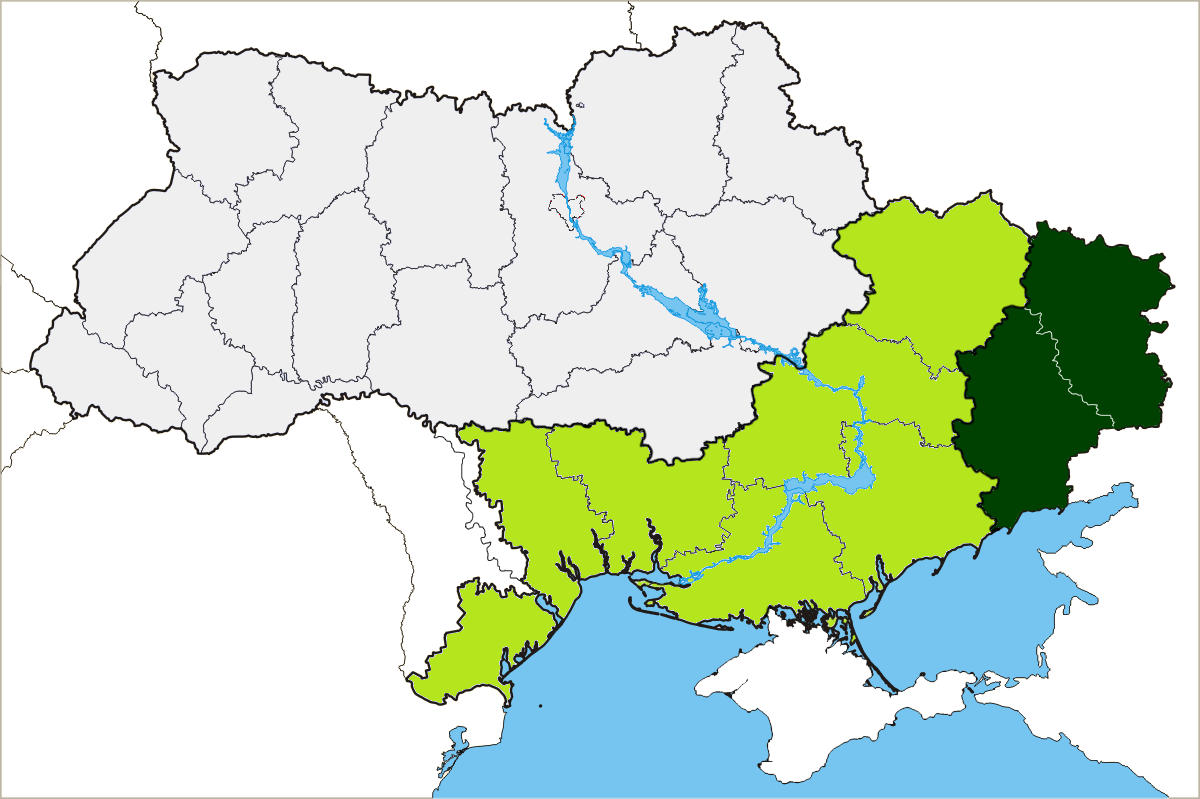
Actualul teritoriul al Novorusiei (verde închis) și revendicările teritoriale ale confederației (verde deschis).

Din 25 mai 2014 Novorusia, practic, controlează majoritatea teritoriilor regiunilor Donețk și Luhansk din Ucraina, care după o serie de proteste pentru schimbarea puterii în Kiev și un referendum, ce a avut loc pe 11 mai, și-au declarat independența față de Ucraina.
Șeful Miliției Populare din Donbas, Pavel Gubarev, a declarat că în Novorusia vor intra 8 regiuni din sud-estul Ucrainei; potrivit spuselor lui regiunile se vor separa în urma unor referendumuri; adică că în confederație urmează să mai intre încă 6 regiuni din Ucraina: Dnipropetrovsk, Zaporijjea, Odesa, Mîkolaiiv, Harkiv și Herson, mărindu-și teritoriul până la 249.000 km². Pe lângă acestea, Pavel Gubarev apare pe fundalul unei hărți unde în Novorusia sunt incluse regiunea Kirovohrad și Republica Autonomă Crimeea.
În pofida pretențiilor teritoriale, conducătorii Novorusiei, din momentul declarării independenței controlează de facto doar o parte din regiunile Donețk și Luhansk.